# Universidade do Leste de Londres
A Universidade do Leste de Londres (em inglês: University of East London; UEL) é uma universidade localizada no borough londrino de Newham, na Inglaterra.
Ela abriga cerca de 26 mil estudantes de todo o mundo, baseados em dois campi, nos distritos de Stratford e Docklands.